# Попаздра
Попаздра́ — село Сергіївської селищної громади Білгород-Дністровського району Одеської області в Україні. Населення становить 187 осіб.

## Населення
Згідно з переписом 1989 року населення села становило 175 осіб, з яких 79 чоловіків та 96 жінок.
За переписом населення 2001 року в селі мешкало 187 осіб.

### Мова
Розподіл населення за рідною мовою за даними перепису 2001 року:
| Мова       | Відсоток |
| ---------- | -------- |
| українська | 86,1 %   |
| російська  | 6,95 %   |
| молдовська | 6,42 %   |
| гагаузька  | 0,53 %   |

## Галерея
|                                                         |
| Будацький лиман. Вигляд на Попаздру із с. Приморського. |

|                        |
| Шлях на смт Сергіївку. |

|                        |
| Шлях на с. Приморське. |

|                           |
| Приватний будинок у селі. |

|                    |
| Дитячий пансіонат. |

|                            |
| База відпочинку «Промінь». |

|                 |
| Антена зв’язку. |

|                             |
| Будацький лиман у Попаздрі. |